# Kanton Palanda
Der Kanton Palanda befindet sich in der Provinz Zamora Chinchipe im Süden von Ecuador an der peruanischen Grenze. Er besitzt eine Fläche von 1991 km². Im Jahr 2020 lag die Einwohnerzahl schätzungsweise bei 10.140. Verwaltungssitz des Kantons ist die Ortschaft Palanda mit 1999 Einwohnern (Stand 2010). Der Kanton Palanda wurde im Jahr 1997 eingerichtet.

## Lage
Der Kanton Palanda befindet sich im Süden der Provinz Zamora Chinchipe. Das Gebiet liegt in den östlichen Anden. Die beiden Quellflüsse des Río Mayo (Río Chinchipe), Río Palanda und Río Numbala durchqueren den Kanton in südlicher Richtung und entwässert dabei das Areal. Die Fernstraße E682 führt von Loja durch den Kanton zur peruanischen Grenze.
Der Kanton Palanda grenzt im Westen an die Kantone Espíndola und Loja der Provinz Loja, im Norden an den Kanton Zamora, im Nordosten an den Kanton Nangaritza sowie im äußersten Osten an Peru.

## Verwaltungsgliederung
Der Kanton Palanda ist in die Parroquia urbana („städtisches Kirchspiel“)
- Palanda

und in die Parroquias rurales („ländliches Kirchspiel“)
- El Porvenir del Carmen
- La Canela
- San Francisco del Vergel
- Valladolid

gegliedert.

## Ökologie
Im Westen des Kantons liegt ein Teil des Yacurí-Nationalparks, im Norden ein Teil des Podocarpus-Nationalparks.